# Dan Fallows
Dan Fallows (Reino Unido, 13 de noviembre de 1973) es un aerodinámico británico de Fórmula 1. Fue jefe de aerodinámica en Red Bull Racing durante quince años y director técnico del equipo Aston Martin durante tres años. Actualmente se encuentra sin equipo tras ser despedido de Aston Martin.

## Biografía
Fallows es graduado en la Universidad de Southampton en 1996 con un Máster de Ingeniería en Aeronáutica y Astronáutica.
Fallows comenzó su carrera en la F1 cuando Jaguar Racing lo contrató en 2002 como aerodinámico sénior. Sin embargo, cuando Ford anunció su decisión de dejar de participar en la Fórmula 1, se pasó al fabricante de chasis italiano Dallara.
En 2006, regresó al equipo de Milton Keynes, que ahora se había convertido en Red Bull Racing, donde asumió el papel de líder del equipo en el departamento de aerodinámica, ayudando al equipo a conseguir sus primeros podios, victorias y finalmente 4 títulos mundiales en cuatro años, entre 2010 y 2013. En 2014 se convirtió en Jefe de Aerodinámica y, posteriormente, ayudó a dar forma al progreso del equipo a través de la era híbrida de la Fórmula 1.
En junio de 2021, se anunció que Fallows había acordado un contrato como Director Técnico del equipo Aston Martin, que comenzaría en 2022. Cuando Andrew Green dejó su puesto de Jefe Técnico Oficial a poco de iniciar la temporada 2023, Fallows asumió el cargo del sector. En dicha temporada, Aston Martin logró un rendimiento que le permitió sumar muchos podios, pero al año siguiente los resultados decayeron notablemente y Fallows fue desplazado.